# 伊藤新造
伊藤 新造（いとう しんぞう、1937年（昭和12年）3月29日 - ）は、日本の実業家。富士銀行常務取締役を経て、芙蓉総合リース、富士総合研究所社長等を務めた。
お笑い芸人のいとうあさこは長女。

## 人物・来歴
東京府（現：東京都）出身。長男として生まれ、父は高岳製作所取締役の伊藤啓介、母は山岡勘一の長女伊藤みち。
麻布高校、東京大学法学部卒業後、1959年（昭和34年）4月に富士銀行（現：みずほ銀行）採用。当時の富士銀行では将来の幹部候補を10人程度に絞って育成していたが、伊藤はその一人だったという。支店長として本郷、九段支店など各地で勤務、1987年（昭和62年）6月には取締役に選任され人事部長、89年5月には本店営業第一部長、90年5月に常務取締役に昇格。1992年（平成4年）6月、系列の芙蓉総合リース社長に就任、98年6月から富士総合研究所社長。2000年9月、富士銀行などメガバンクの経営統合によりみずほホールディングスが発足。2003年（平成15年）6月、富士銀行時代の部下である町田睿が頭取を務める荘内銀行の監査役に就任、2008年6月に取締役就任。2009年（平成21年）10月、荘内と北都両行の経営統合により金融持株会社フィデアホールディングスを発足させると持株会社の取締役に就任、2016年6月の退任まで勤めた。

## 人物
趣味はゴルフ、読書、将棋。

## 家族
- 妻・美惠（1941年2月27日 - 、田嶋恩の三女）[6]
- 長女・いとうあさこ